# Live Concert at the Forum
Live Concert at the Forum è il secondo album dal vivo della cantante statunitense Barbra Streisand, pubblicato nel 1972. 

## Tracce
1. Sing/Make Your Own Kind of Music (Joe Raposo - Barry Mann, Cynthia Weil) - 4:23
2. Starting Here, Starting Now (Richard Maltby Jr., David Shire) - 2:45
3. Don't Rain on My Parade (Bob Merrill, Jule Styne)  2:40
4. Monologo - 3:12
5. On a Clear Day You Can See Forever (Alan Jay Lerner, Burton Lane) - 1:56
6. Sweet Inspiration/Where You Lead (Dan Penn, Spooner Oldham - Carole King, Toni Stern) -  6:19
7. Didn't We (Jimmy Webb) - 3:12
8. My Man (Jacques Charles, Channing Pollack, Albert Willemetz, Maurice Yvain) - 4:34
9. Stoney End (Laura Nyro) - 3:06
10. Sing/Happy Days Are Here Again (Joe Raposo - Milton Ager, Jack Yellen) - 5:30
11. People (Bob Merrill) - 3:28